# 毬花

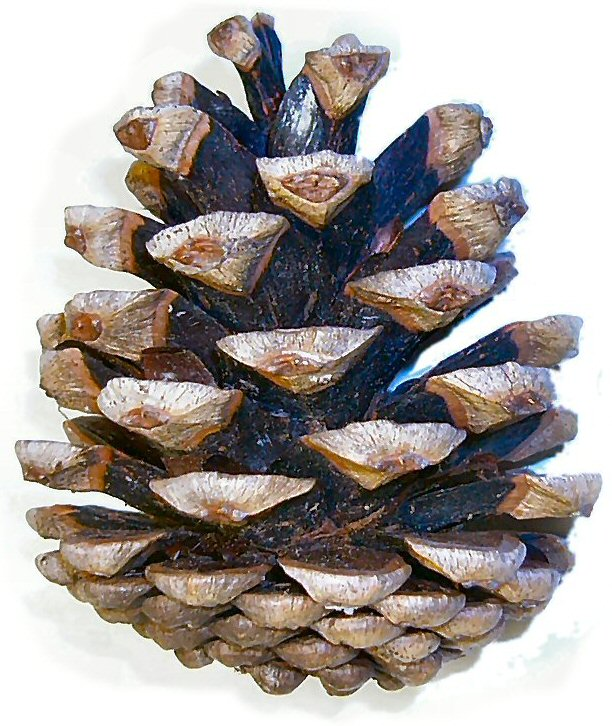
Pinus nigra 欧洲黑松，开启的雌毬果

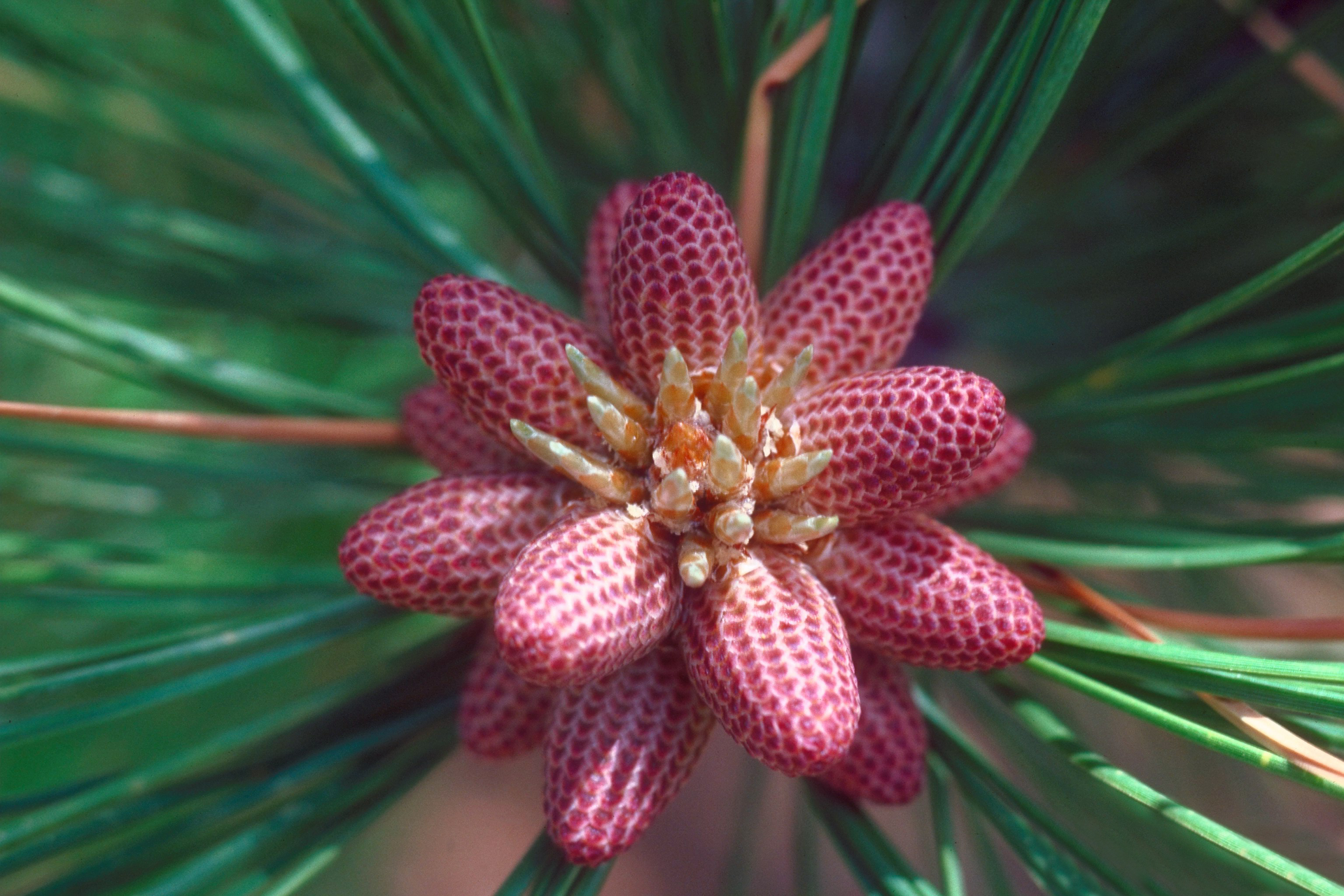
Pinus ponderosa 西黄松，雄毬花

球花，植物學術語為 孢子叶球（strobilus）或 孢子囊穗，俗称 松毬、松塔
，此结构是指裸子植物松柏門着生孢子囊的孢子叶，因集生於一根共同的轴上而构成的圆锥体。毬花会发育成熟为 毬果 或 球果。不论毬花或毬果，英文并不区分，皆称 conifer cones；在中文语义稍不同，毬花在雄性锥是指未成熟的，在雌性锥是指未受精的。在石松类植物也有此构造，却不称为毬花或毬果。
毬花是松柏門（针叶树）植物具有的生殖器官，虽傳統称作花，但不是現代植物学上說的“花”，不具花被，单性，常雌雄同株。小孢子叶聚生为雄毬花，较小，有小孢子囊，产生花粉粒，利用风传播；大孢子叶聚生或丛生为雌毬花，较大，有大孢子囊，发育后为珠被包覆而形成胚珠，但胚珠裸露。雌毬花成熟后可分为：木质毬果 與 非木质毬果（如银杏）；而毬果虽称作果，但不是植物学上的“果”，裸子植物是不产生果实的构造，只有种子。
大家熟悉的木質錐是雌性锥，錐孔内有種子；产生花粉的雄性锥常偏向草质，甚至在完全成熟时也不那么明显。锥体的单个板片就是孢子叶，常木质化而称为 鳞片 或 果鳞。
- 雄毬花（又称 花粉锥）產生花粉，松毬的名字“錐”源於一個事實，即在某些物種的形狀酷似一個幾何圆锥体。针叶树的雄毬花结构常类似，只有在鳞片排列上略有区别。從中軸延長的片狀結構叫 小孢子叶（microsporophylls），是一种变态叶。在每個小孢子叶下的是一個或數個孢子囊（花粉囊）。

- 雌毬花（又称 種子錐或胚珠錐）包含胚珠，花粉受精時成為種子。雌毬花的结构在各针叶树种间差别较大，这往往對許多松柏類“種的鑑定”至關重要。

## 位置和分佈
对于在澳大利亚发现的大多数物种，雄性和雌性松毬发生在同一植物（树木或灌木）上，雌性通常位于植物顶部的较高分支上。 这种分布被认为是提高交配的机会，因为花粉不可能在一个植物的冠部内垂直向上吹，而是可以在风中缓慢上升，在另一个植物上从一个植物吹到较高的一个植物。 在一些针叶树中，雄性松毬通常大量聚集在一起，而雌性松毬通常单独生长或仅在小簇中生长。

## 偽錐
伪锥，又称为假毬果，外型像是毬果，却长在被子植物上，常为雌花序产生的木质化聚合果，是植物学上真正的果实。例如：桦木科的赤杨、胡桃科的化香树、木麻黄科的木麻黄 的果实。

## 文化用途
由于它们广泛存在，针叶锥是针叶树常见的地方的文化艺术和手工艺的传统部分。其用途的例子包括季节性花环和装饰品，点火器，鸟饲料，玩具等 。